# Бушинце (район Вельки Кртиш)
Бушинце (словац. Bušince, венг. Bussa) — деревня и община района Вельки—Кртиш Банскобистрицкого края Словакии.
Расположена на правом берегу реки Ипель, которая также образует здесь государственную границу с Венгрией. Находится в 14 км от венгерского города Сечень и в 15 км от административного центра Вельки Кртиш.
Кадастровая площадь — 12,5 км². Высота — 162 м.

## История
Впервые упоминается в документах в 1248 году как Бусса.
До 1918 года входила в состав Венгерского королевства, затем перешла к Чехословакии , с 1938 по 1944 год снова Венгрии, сегодня в составе Словакии.

## Население
| Год:                | 1994 | 2004    | 2014    | 2024    |
| ------------------- | ---- | ------- | ------- | ------- |
| Количество человек: | 1314 | 1416    | 1468    | 1365    |
| Разница:            |      | +7,76 % | +3,67 % | −7,01 % |

Население по состоянию на 31 декабря 2022 года составляло 1374 человека. Плотность населения –	110 чел/км².

## Достопримечательности
- Римско-католическая церковь св. Димитрия в стиле барокко 1789 г.
- Дом священника в стиле барокко 1795 года
- Мемориал погибшим во Второй мировой войне

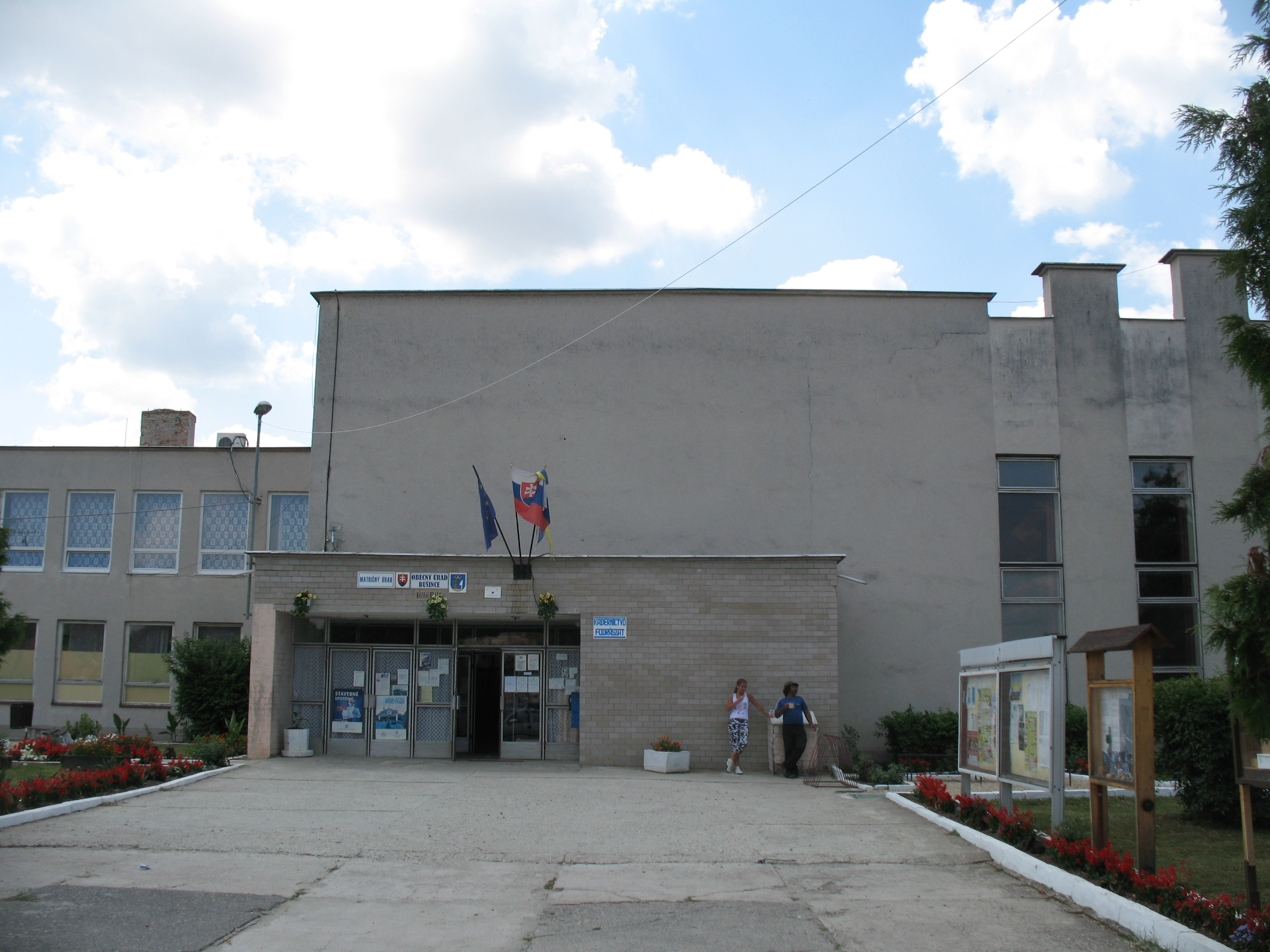
Администрация деревни
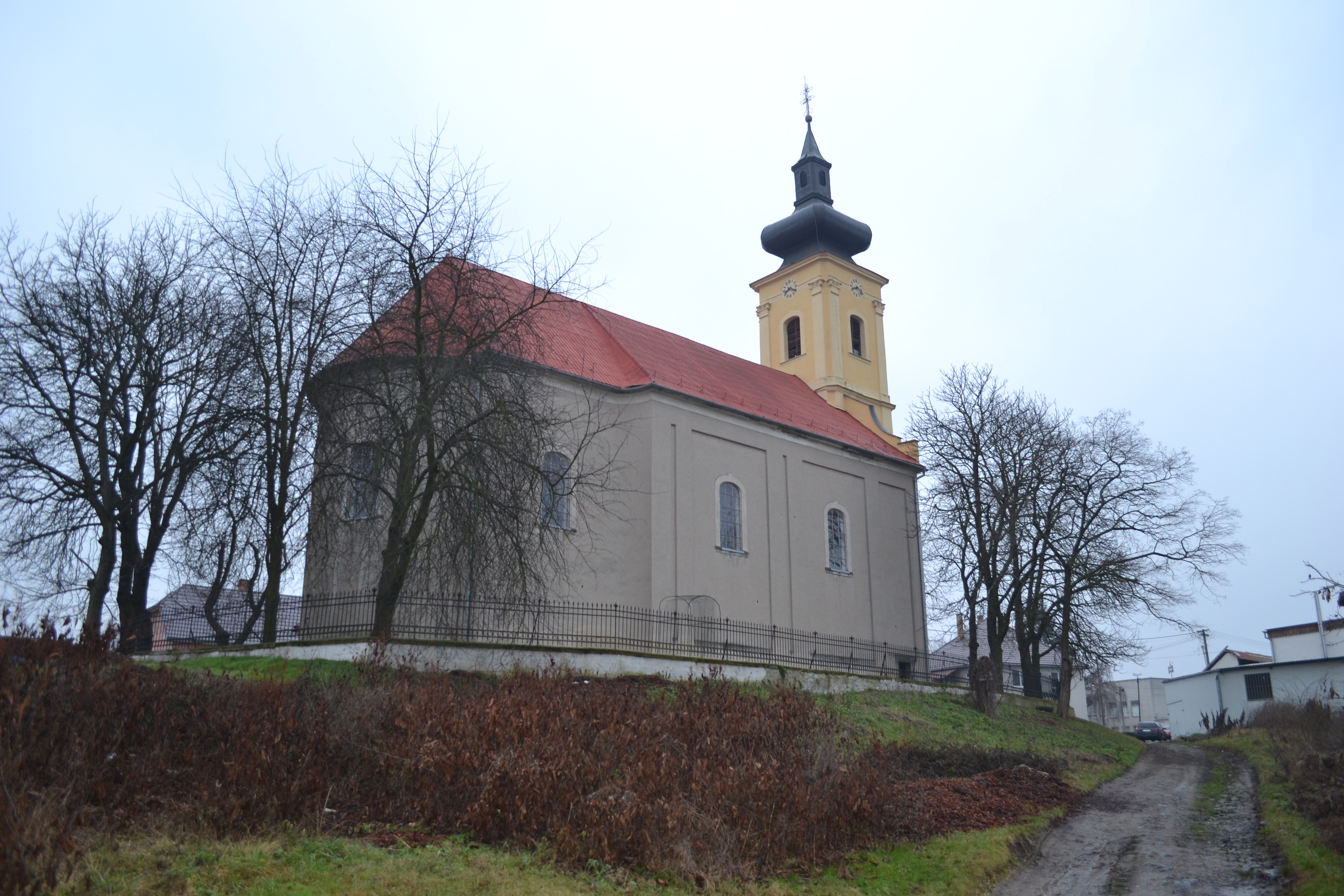
Церковь св.Дмитрия
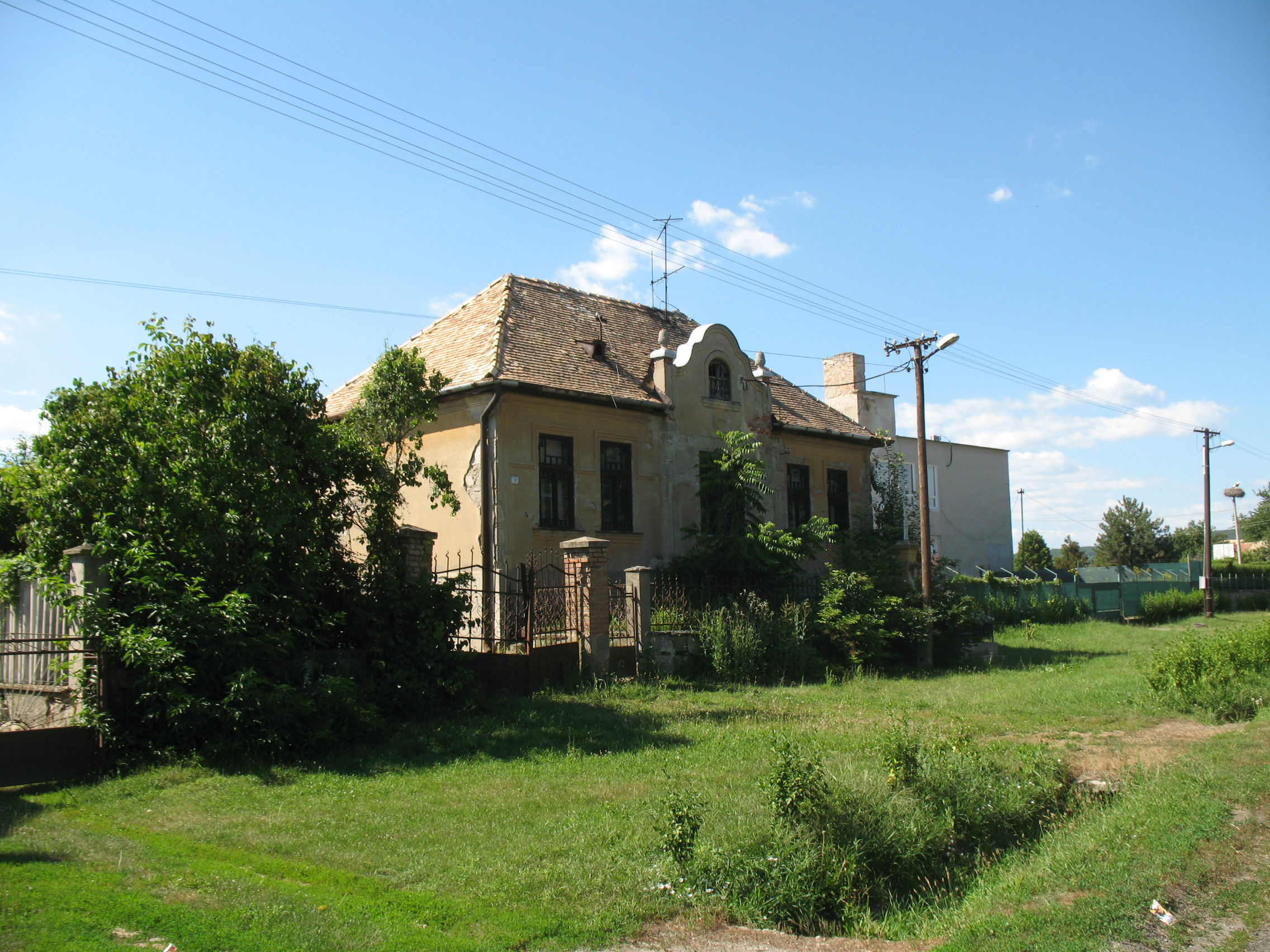
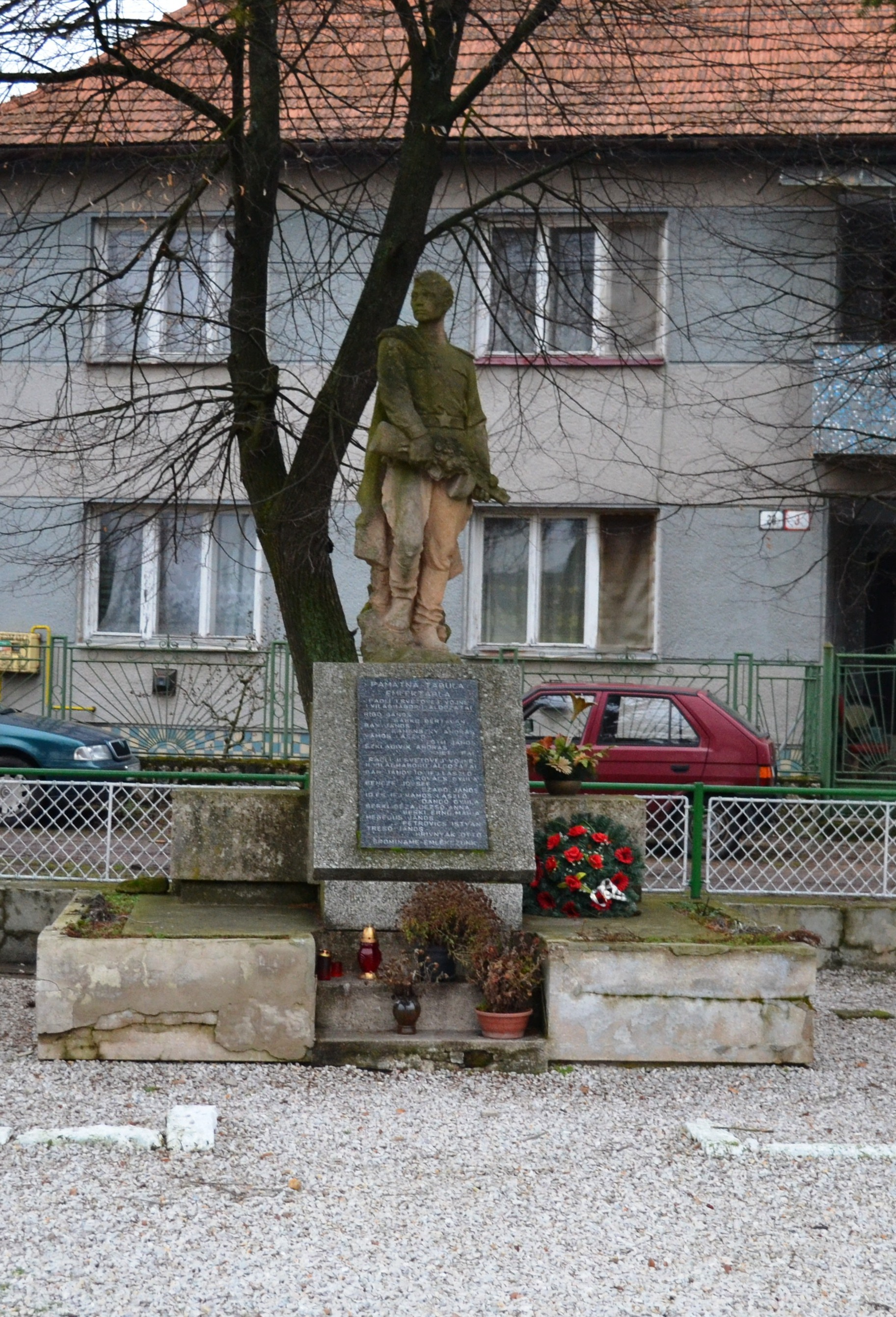
Памятник жертвам Второй Мировой войны